# عقد كلبس
عقد كلبس (الاسم العلمي:Klebsormidium) هو جنس من الطحالب الخضراء يتبع فصيلة العقدية الكلبسية من رتبة العقديات الكلبسية.

## أنواع عقد كلبس
- عقد كلبس محب للحمض
- عقد كلبس المقطع
- عقد كلبس الأنيق
- عقد كلبس الرخو
- عقد كلبس العائم
- عقد كلبس الهش
- عقد كلبس الكلبسي
- عقد كلبس الرقائقي
- عقد كلبس الجبلي
- عقد كلبس المخاطي
- عقد كلبس اللامع
- عقد كلبس النهري
- عقد كلبس العقيم
- عقد كلبس الرقيق